# Município de Knox (condado de Guernsey, Ohio)
O município de Knox (em inglês: Knox Township) é um município localizado no condado de Guernsey no estado estadounidense de Ohio. No ano de 2010 tinha uma população de 566 habitantes e uma densidade populacional de 8,73 pessoas por km².

## Geografia
O município de Knox encontra-se localizado nas coordenadas 40° 06′ 47″ N, 81° 39′ 43″ O. Segundo a Departamento do Censo dos Estados Unidos, o município tem uma superfície total de 64.81 km², da qual 64,8 km² correspondem a terra firme e (0,02 %) 0,01 km² é água.

## Demografia
Segundo o censo de 2010, tinha 566 pessoas residindo no município de Knox. A densidade populacional era de 8,73 hab./km². Dos 566 habitantes, o município de Knox estava composto pelo 97,35 % brancos, o 0,35 % eram afroamericanos, o 0,35 % eram amerindios, o 0,18 % eram asiáticos, o 0,18 % eram de outras raças e o 1,59 % eram de uma mistura de raças. Do total da população o 0,35 % eram hispanos ou latinos de qualquer raça.